# 富山県道306号平阿尾線
富山県道306号平阿尾線（とやまけんどう306ごう だいらあおせん）とは、富山県氷見市内を通る一般県道（富山県道）である。

## 概要
氷見市最北端に位置する平（だいら）と、富山湾に面する阿尾とを、氷見市北部の山間部の集落を経て結ぶ。富山湾に流れ出る下田川と下田川上流部にある別所川、宇波川の宇波谷を越えて、阿尾川の上流部にある北八代川から阿尾川に沿っている。
起点のある氷見市平は石川県鹿島郡中能登町との県境に程近く、当県道の起点からは連続して石動山に至る市道が整備されている。

### 路線データ
- 起点：富山県氷見市平字谷田356の1[2]
- 終点：富山県氷見市阿尾字島尾937の1[2]（＝阿尾（北）交差点・富山県道373号薮田下田子線交点）

## 歴史
- 1960年（昭和35年）4月23日：路線認定[2][3]。

## 路線状況
氷見市平地内の0.5kmは法面崩壊のため、2002年（平成14年）11月17日以降終日通行止めとなっている。通行止め末端部には通行止めの看板とバリケードがそれぞれ設置されている。同市平地内の通行止め末端部（＝市道（林道）との交点）と同市吉岡の市道（林道）との交点および氷見市道を経て連続している中能登町石動山の中能登町道（林道）には、迂回路が小型自動車のみ通行可能である旨の予告看板も設置されている。

## 地理

### 通過する自治体
- 富山県
  - 氷見市

### 接続道路
- 富山県道70号万尾脇方線（氷見市白川）
- 国道160号（氷見バイパス）（氷見市阿尾・海峰小学校口交差点）
- 富山県道373号薮田下田子線（氷見市阿尾・阿尾（北）交差点：終点）

### 周辺
- 石動山
- 千石池（千石ダム）
- 長坂の棚田（日本の棚田百選）
- 長坂の大いぬくす：富山県指定天然記念物
- 長坂不動の大つばき：富山県指定天然記念物
- 氷見カントリークラブ
- 氷見市墓地公園
- 氷見市斎場（東原斎苑）
- 能越自動車道
- 阿尾森林公園
- 氷見市立海峰小学校